# Peugeot 3008
Peugeot 3008 este un automobil produs de compania Peugeot, fiind un crossover cu cinci uși. El a fost lansat în mai 2009 și a fost prezentat pentru prima dată publicului în Dubrovnik, Croația.
În ianuarie 2010, revista britanică de mașini What Car? i-a acordat premiul "Car of the Year 2010". Este premiat și cu "2010 Semperit Irish Car of the Year in Ireland".

## Head Up Display
3008 primește în premieră tehnologia Head Up Display (HUD), fiind una din singurele automobile cu această tehnologie, pe lângă câteva BMW-uri... Având un proiector, și proiectează pe un dreptunghi de plexiglas transparent informații privind navigația, viteza...

## Configurare

### Motorizări

#### Benzină
1.6 VTi 120 CP, Benzina, Manuală, 160 Nm

#### Motorină (Diesel)
- 1.6 HDI FAP 112 CP, Diesel, Manuală, 240 Nm
- 1.6 HDI FAP STT 112 CP, Diesel, Automată, 270 Nm
- 2.0 HDI FAP 150 CP, Diesel, Manuală, 340 Nm
- 2.0 HDI FAP BVA 163 CP, Diesel, Automată, 340 Nm
- 2.0 HDI FAP 163 CP, Diesel, Automată, 340 Nm

## Vânzări
| An     | Vânzări |
| ------ | ------- |
| 2008   | 400     |
| 2009   | 59,500  |
| 2010   | 120,472 |
| Sursă: |         |